# Klaus Vogel (Badminton)
Klaus Vogel (* 1939 in Tröbitz) ist ein ehemaliger deutscher Badmintonspieler. 
Klaus Vogel ist einer der Begründer des Badmintonsports beim ostdeutschen Traditionsverein Aktivist Tröbitz, dessen Sektion Federball er seit den Gründungstagen 1957 angehörte. Er wurde 1960 bei den Meisterschaften des Bezirks Cottbus mit dem Team Bezirksmeister durch ein 10:1 gegen den zweiten Staffelsieger, die TSG Lübbenau. In der folgenden überbezirklichen Qualifikation setzte er sich mit Aktivist Tröbitz gegen die BSG Traktor Hilbersdorf und die SG Gittersee durch. Auch bei der DDR-Endrunde gewann Tröbitz alle Partien, wodurch sich Vogel und Kollegen mit dem Titel des ersten DDR-Mannschaftsmeisters schmücken konnten. 
Klaus Vogel ist seit vielen Jahren mit seiner damaligen Mannschaftskollegin Ina Peuten verheiratet und noch immer in Tröbitz zu Hause.

## Sportliche Erfolge
| Veranstaltung                                                      | Saison    | Disziplin  | Platz | Sieger |
| ------------------------------------------------------------------ | --------- | ---------- | ----- | --- |
| Bezirksmeisterschaft Cottbus (Qualifikation zur DDR-Meisterschaft) | 1959/1960 | Mannschaft | 1     | Aktivist Tröbitz (Gottfried Seemann, Annemarie Fritzsche, Gerolf Seemann, Joachim Ecknig, Helga Krüger, Hans Bräuer, Klaus Vogel, Ina Peuten)        |
| DDR-Mannschaftsmeisterschaft                                       | 1959/1960 | Mannschaft | 1     | Aktivist Tröbitz (Gottfried Seemann, Annemarie Fritzsche, Gerolf Seemann, Joachim Ecknig, Helga Krüger, Hans-Jürgen Bräuer, Klaus Vogel, Ina Peuten) |